# مورچه‌گیرک سبیل‌دار
مورچه‌گیرک سبیل‌دار (نام علمی: Myrmotherula ignota) نام گونه‌ای از سرده مورچه‌گیرک‌ها است.